# Szigorú stílus
A szigorú stílus a görög szobrászat i. e. 450 és i. e. 480 közötti szakasza, vagyis az érett archaikus és a teljes klasszicizmus közötti átmeneti időszak. 

## Történelmi áttekintés
A „szigorú stílus” kialakulásának időszaka minden tekintetben különösen élénk volt a görög világban. Kleiszthenész reformjai döntő előrelépést jelentettek a politikában a demokratikus rendszer felé. A kifinomult archaikus művészetet támogató arisztokratáktól eltérő társadalmi csoportok által irányított új intézmények jelentőségre tettek szert.
Nagy előrelépések történtek a tudomány, a társadalmi rendszerek, a filozófiai gondolkodás és a szóhoz kapcsolódó művészetek, a költészet és a színház területén: a szellem forradalma, amelyet a művészet befogadott és amelyben részt vett. A görög antropocentrizmus kiforrott: az anatómia és a sebészet tanulmányozása terén elért eredmények formális szintű változásokhoz vezettek a művészetben, és egy új gondolkodásmód, amely például a tragédiában nyilvánult meg, az emberiség új, koncentráltabb és meditatívabb ábrázolását vonja maga után.
A perzsák felett aratott katonai győzelmekkel a görög tudatban kialakult kultúrájuk és civilizációjuk felsőbbrendűségének megerősítése. A háborús események utáni romok új lendületet adtak a szoborgyártásnak is, helyreállították a háborúban elpusztult alkotásokat. 

## Jellemző elemek
Már Cicero és Quintilianus ezeknek az éveknek a művészetéről szólva „merevnek és keménynek” ítélte a szobrokat, a művészettörténet evolúciós értelmezését követve, a „szigorú” szakasz pedig a klasszikus művészet előkészítése. 
Ha az archaikus stílus a figurát körülölelő kontúrvonal meghatározásában alakult ki, akkor a szigorú stílusban az anatómiai elemek kötik le a művészek figyelmét, különös tekintettel a testszerkezeten belüli funkciójukra; nem a külső tulajdonságok, a részletek vagy az esetleges megnyilvánulások az érdekesek, hanem a belső mechanizmusok határozzák meg a külső formák egyensúlyát, olyan koncentrációval, amely következésképpen minden dekoratív utalás kiküszöböléséhez vezet.
Az egyes figurák nagyobb anatómiai realizmusának keresésével párhuzamosan kisebb merevség tapasztalható ugyanannak a térben való elrendezésében és az alakok közötti térbeli kapcsolatokban. Annak ellenére, hogy ma már tanulmányozható és felismerhető az általunk „szigorú stílusnak” nevezett dokumentumok, a művészet változásának igazi vezére a festészet volt, amelynek szerepe az irodalmi források és a vázafestészet a korszak végétől. A 6. század tanúi maradtak, amikor a fekete-figurás stílusról a vörös alakos stílusra tértek át. Valójában a nagyméretű falfestményeken kísérletezték ki azokat az újításokat, amelyek az olimpiai Zeusz-templom szobrászati díszítésében láthatók: az ábrázolás pillanata megválasztásának sajátossága, a perspektivikus megoldások, az emberi alak tipizálása.
A szobrászok körében a bronz volt a kedvelt anyag: a viaszveszejtéses öntés technikával készült bronzszobrok pontosan visszaadják a terrakotta vagy agyag modelleket, és ez az anyag tette lehetővé az egyébként elképzelhetetlen kompozíciós és formai kísérletezést. 
A valódi és az ideális közötti különös egyensúly, a „mérték” kimenetelének, amelyhez a görög művészet a „szigorú” időszakban jutott el, meg kellett állnia egy új művészi megnyilvánulással szemben, amely az i. e. 5. század közepétől jelent meg, amelyet klasszikus érettnek neveztek. A pszichológiai szempontokra, attitűdökre és emberi „típusokra” való figyelem visszatér a hellenisztikus időszakra, de mára más kulturális értékekkel felruházva.

## Művek
Ami az elszigetelt alakot illeti, az archaikus korból a szigorú korba való átmenet nyilvánvalóan megjelenik olyan művekben, mint Euthydikos köre, az úgynevezett szőke Efebusz (i. e. 490 k., márvány, magassága 24,5  cm, Athéni Akropolisz Múzeum) és a Critius műhelyének tulajdonított Efebusz. Az építészeti szobrászat kontextusában az átmenet az aiginai Aphaia templom keleti oromfalában jelenik meg.
A szigorú stílus korszakából származik az, hogy a görög szobrászokkal kapcsolatos irodalmi bizonyítékok sűrűsödnek; a hellenisztikus kor írói felismerték e korszak mestereiben azoknak a problémáknak a premisszáit, amelyek a következő korszakban végső következményeihez vezettek. Aeginai Onata, Kalamisz, Reggiói Püthagorasz és Mürón neve szállt ránk, de csak az utóbbiak esetében mondható biztosnak a rekonstrukciós és attribúciós tevékenység. Az archaikus korszakhoz hasonlóan, és az athéni túlsúly miatt ma már nem is lesznek, nagy regionális különbségek vannak, amelyek lehetőséget kínálnak a kritikai alkalmazkodásra.
Ennek az időszaknak a legfontosabb alkotásai az olimpiai Zeusz-templom oromfalai (i. e. 471-456), amelynél egyetlen azonosítatlan nagyszerű személy jelenlétét feltételezték, hogy felügyelje a teljes szobordíszítést.
A fennmaradt nagy bronzok: a delphoi szekér (i. e. 470 k., bronz, h: 180 cm, Delphoi, Régészeti Múzeum); a Ciprusról származó fej, amely korábban Devonshire hercegé volt, és Apollo Chatsworth néven ismert, végül a Kronidesz, amelyet a tengerben találtak Cape Artemision közelében (i. e. 460, bronz, h: 209 cm), Athén, Országos Régészeti Múzeum. Egy másik híres bronz, amelyet ma csak római márványmásolatokból ismerünk, az Aphrodité Szótéré, amely i. e. 460 körül. Bronzból, de csak márványmásolatokból ismertek Mürón munkái, mint például Diszkobolosz (i. e. 455), valamint Athéné és Marsyas (i. e. 450). A [[sport]
oló alakja kezdi felváltani a kuroszét.

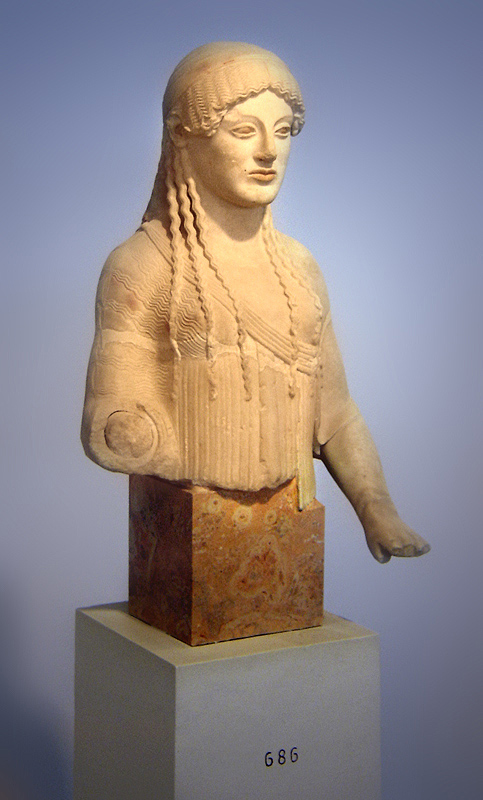
Euthüdikosz Kore (i. e. 490 körül), Athén, Akropolisz Múzeum
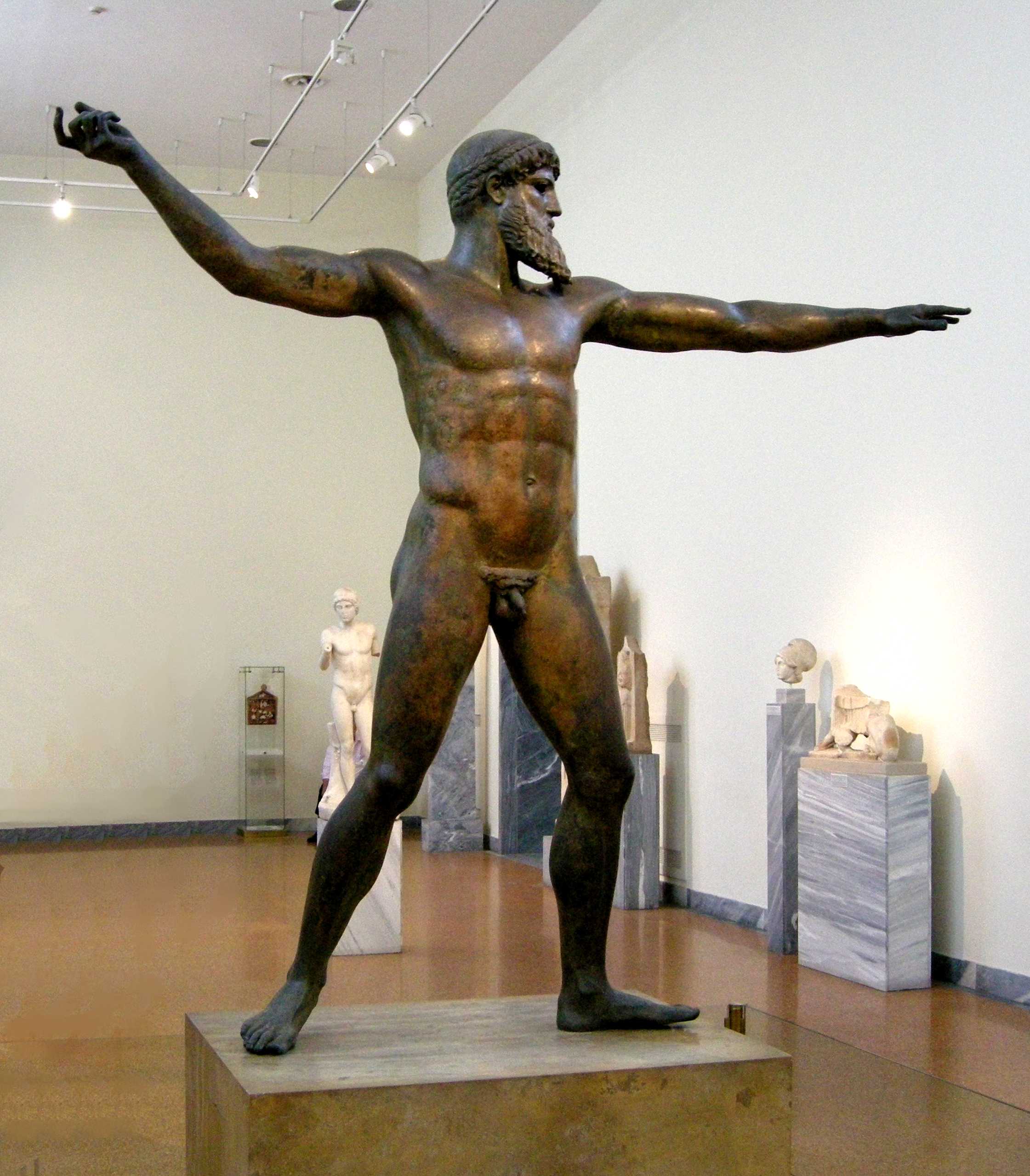
Kronidesz Cape Artemisium (i. e. 480-470), Nemzeti Régészeti Múzeum, Athén
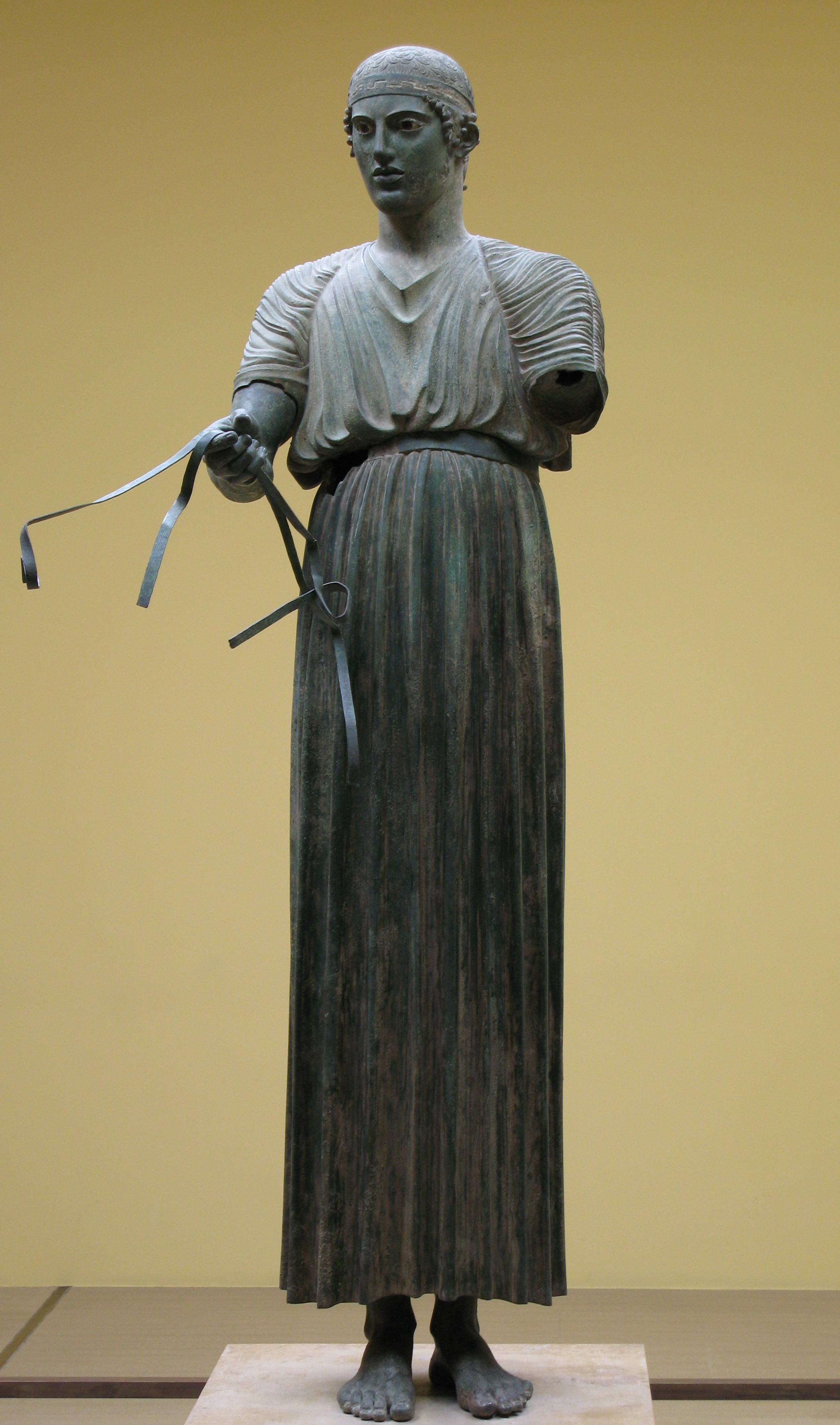
Delphoi kocsisa (i. e. 474), Delphoi, Régészeti Múzeum
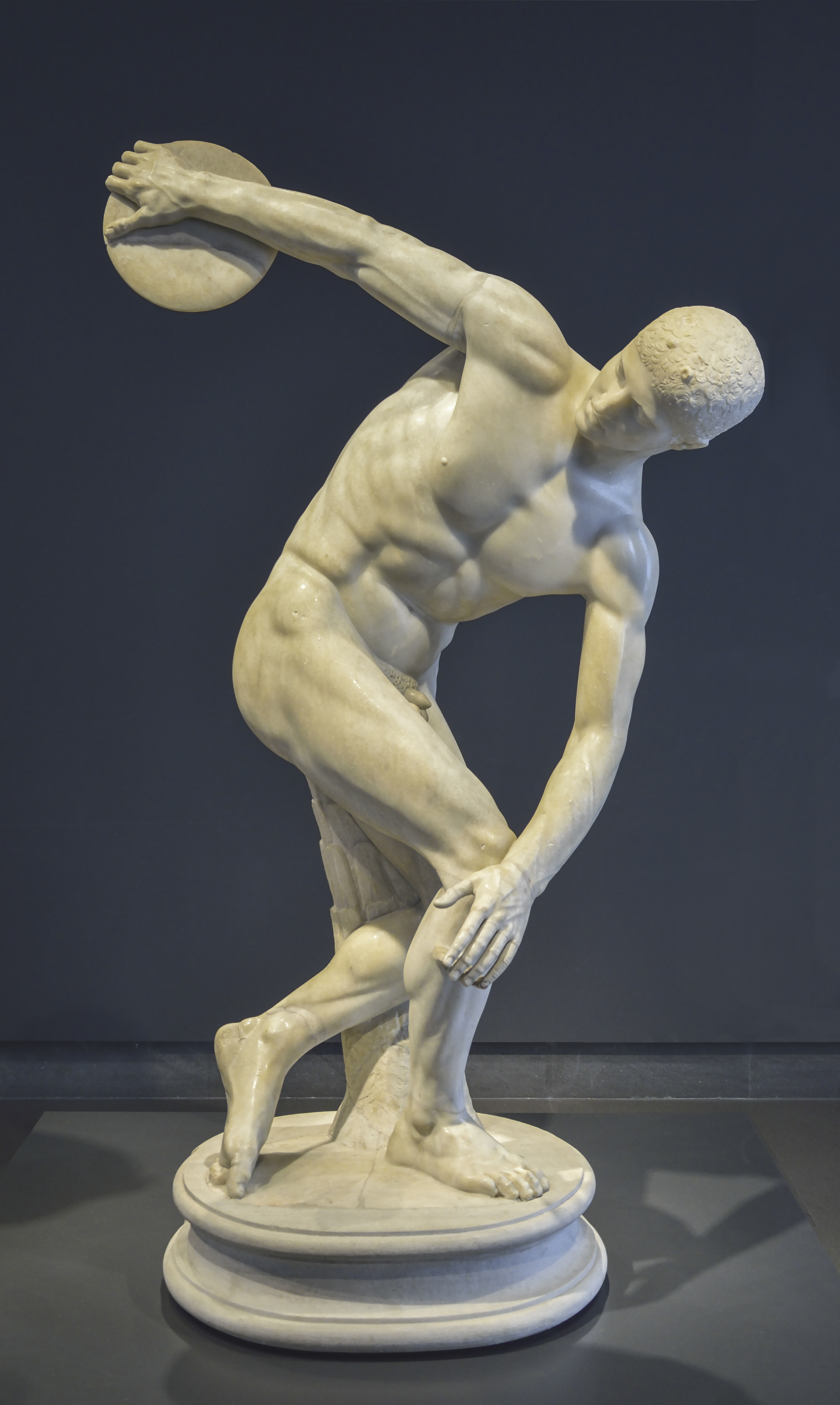
Mürón: Diszkobolosz (római másolat egy bronz eredetiről i. e. 455-ből), Róma, Palazzo Massimo alle Terme
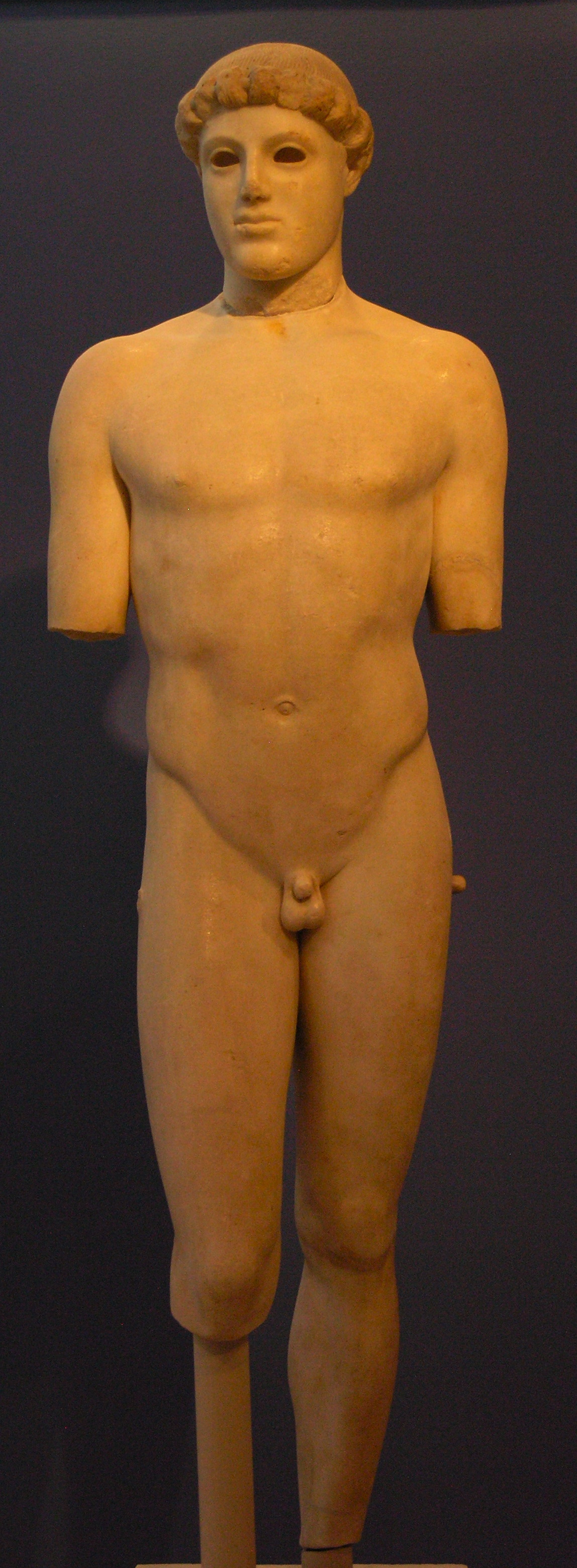
Kritiosz Efebusz (i. e. 480 k.), Athén, Akropolisz Múzeum, 698
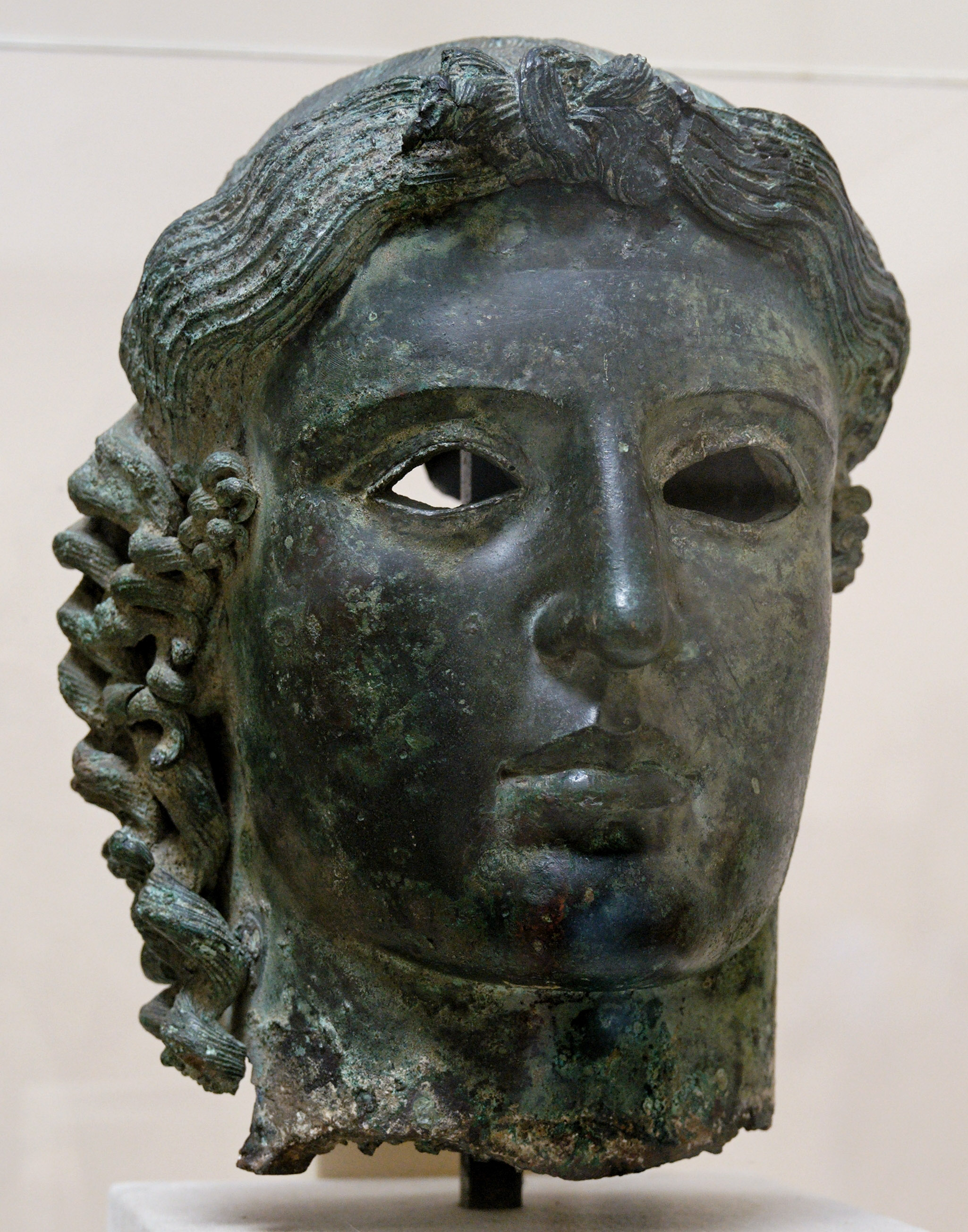
Apollo Chatsworth (i. e. 460 k.), London, British Museum
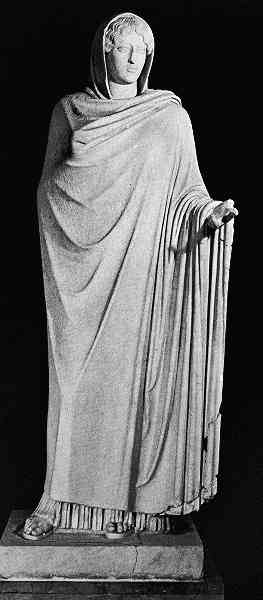
Aphrodité Szótéré (2. századi római másolat egy bronz eredetiről i. e. 460-ból), Nápoly, Nemzeti Régészeti Múzeum
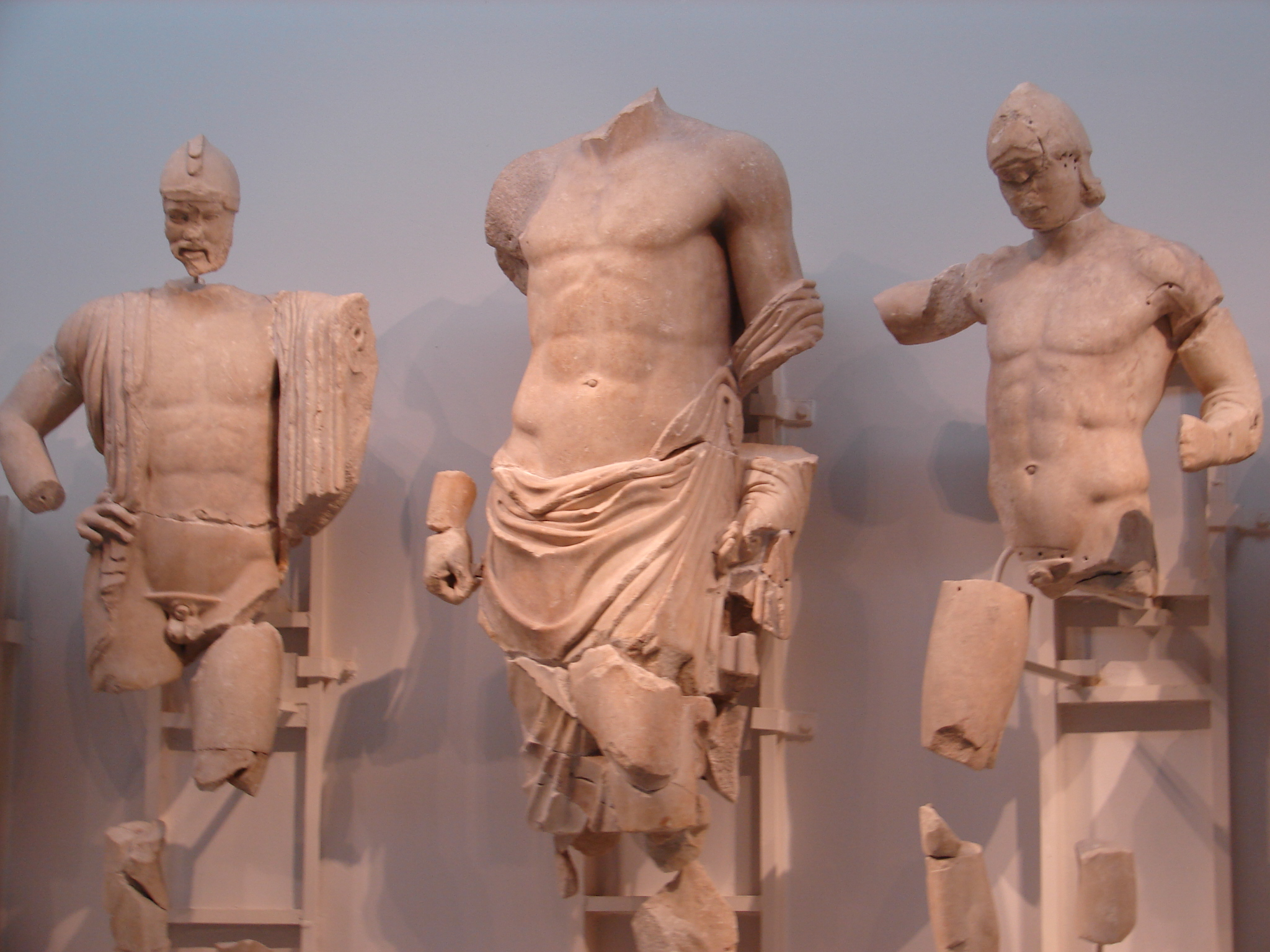
Részlet az olümpiai Zeusz-templom keleti oromfaláról (i. e. 471-456)
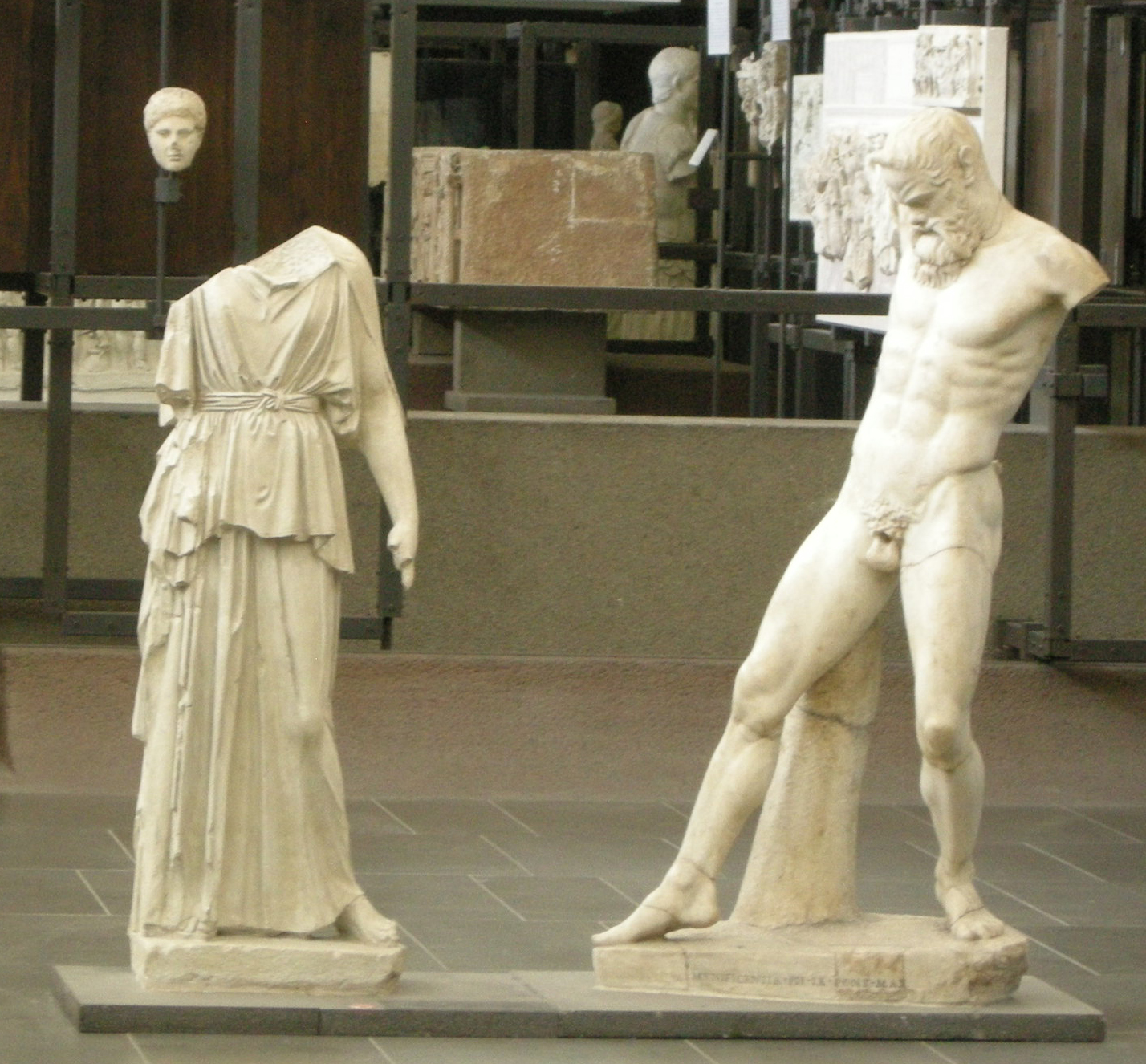
Mürón: Athena és Marsyas (római másolat egy eredetiről i. e. 450-ből), Róma, Vatikáni Múzeumok
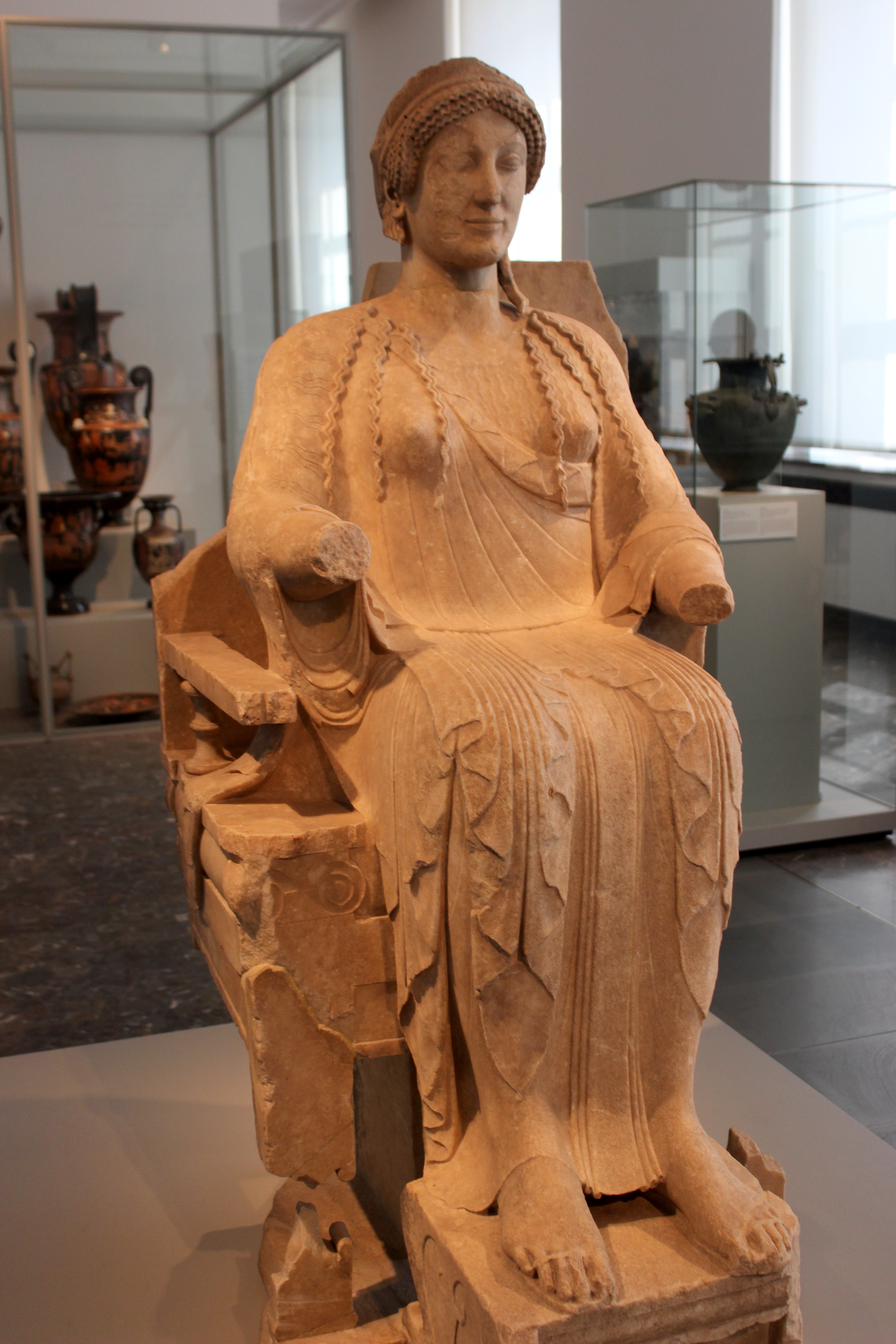
Az úgynevezett Taranto istennője, Altes Museum, Berlin

## Fordítás
- Ez a szócikk részben vagy egészben  a   Stile severo című olasz Wikipédia-szócikk ezen változatának fordításán alapul.  Az eredeti cikk szerkesztőit annak laptörténete sorolja fel. Ez a jelzés csupán a megfogalmazás eredetét és a szerzői jogokat jelzi, nem szolgál a cikkben szereplő információk forrásmegjelöléseként.

## Bibliográfia
- Ranuccio Bianchi Bandinelli:  L'arte dell'antichità classica. Grecia. Torino: UTET Libreria (1986). ISBN 88-7750-183-9
- Nicola Bonacasa (szerk.):  Lo stile severo in Grecia e in Occidente : aspetti e problemi. Róma: L'Erma di Bretschneider (1995). ISBN 978-88-7062-882-1
- Carlo Beretti:  La storia dell’arte : dalle origini all’età carolingia. Milánó: Edizioni scolastiche Bruno Mondadori (2010). ISBN 978-88-424-4664-4
- Pierluigi De Vecchi–Elda Cerchiari: I tempi dell'arte, volume 1, Bompiani, Milánó, 1999 ISBN 88-451-7107-8